# Johnny Russell (chanteur)
John Bright Russell, plus connu sous le nom de Johnny Russell, né le (23 janvier 1940 à Moorhead, Mississippi, et décédé le 3 juillet 2001) à Nashville, Tennessee, est un compositeur de musique country américain.

## Biographie
Il a travaillé avec de nombreux artistes.
Il est notamment célèbre pour la chanson Act Naturally interprétée par Buck Owens et les Beatles.